# Korce
Korce (německy Kortschen) jsou malá vesnice a část města Dubá v okrese Česká Lípa. Nachází se asi čtyři kilometry východně od Dubé. Korce jsou také název katastrálního území o rozloze 6,13 km². V katastrálním území Korce leží i Plešivec. Korce leží na severozápadním svahu Koreckého vrchu.

## Historie
První zmínky o osadě Korce se dle Friedricha Bernaua datují k roku 1266, kdy je v historických pramenech uveden Chirniko de Korech a později v roce 1295 Beneš de Korech. Roku 1399 prodala Korce Kunhuta z Cetna Naskovi z Vyskře. Ves Korce je před rokem 1415 uvedena jako součást věna manželky Anny Jindřicha řečeného Berka. Korce se tak staly součástí houseckého panství. Jindřichův syn v roce 1432 celé panství prodal.
V roce 1615 koupil housecké panství, včetně vsi Korčí s krčmou vejsadní, od Bohunky Kelblové Václav starší Berka z Dubé. Po bitvě na Bílé hoře odjel ze země a majetek mu byl zkonfiskován. Panství získal Adam z Valdštejna a směnil ho se svým strýcem Albrechtem. Roku 1639 celý kraj obsadili a vydrancovali Švédové. Z původních jedenácti usedlostí v Korcích zůstaly po řádění švédských vojsk obydlené pouze čtyři, ostatní byly opuštěné a jedna usedlost byla vypálena. Vesnice se jen pomalu vzpamatovávala, o deset let později zde bylo zapsáno pět sedláků, dva pusté grunty a tři chalupníci. Po smrti Albrechta z Valdštejna se na Housce vystřídalo několik majitelů, například hraběnka z Canossy či hrabě z Althanu, poté Housecké panství získali Kounicové. Podle sčítání z roku 1832 měla vesnice 192 obyvatel, 28 domů a školu.
Školní výuka probíhala v Korcích od roku 1778, děti učil nejdřív v obecní pastoušce vysloužilý voják Jan Jiří Luniak, později vyučoval ve vlastní chalupě čp. 28. Tento dům dnes již neexistuje. V roce 1807 byla postavena první školní budova čp. 8, roubená stavba na zděné podezdívce v záhybu silnice na Doksy. Počátkem sedmdesátých let 20. století, kdy budova překážela provozu na silnici, vznikla iniciativa, aby byla cenná stavba rozebrána a přemístěna jinam. Záměr se však nepodařilo realizovat a budova byla zbourána. Dochovala se novější školní budova v klasicistním stylu čp. 30 z doby kolem roku 1890, která je v současnosti využívána jako obytný dům. V roce 1965, když počet žáků poklesl pod 10, bylo vyučování v Korcích zrušeno.
Korce se vždy potýkaly s nedostatkem vody. Na úpatí Koreckého vrchu se nacházela jediná studna, která zásobovala obec vodou a byla zasvěcena sv. Prokopovi. Na svátek sv. Prokopa 4. července se každoročně konaly poutě a byl svěcen zdroj vody. V jednotlivých usedlostech si budovali nádrže u domu na pokrytí potřeb vody pro chov dobytka, existovalo 11 soukromých a dvě obecní nádrže. Situaci nezlepšila ani výměna starého vodovodního potrubí ze studny v roce 1838. V polovině čtyřicátých let 18. století byla vybudována velká dřevěná nádrž na vodu a později v roce 1865 byla vyzděna. Částečný vodovod byl postaven v roce 1936, ale vyhovující vodovod pro celou obec byl vybudován až v letech 1953–1961. Od roku 1977 jsou Korce zásobovány vodou z hlubokého vrtu.
Kvůli nedostatku vody docházelo k velkým škodám při požárech, jichž Korce zažily mnoho. Obec proto brzy vybudovala hasičskou zbrojnici. Zaznamenány jsou požáry v letech 1681, 1735, 1757, 1832, 1840, 1877 a 1880. V letech 1833 a 1868 způsobily značné škody také velké vichřice.

## Obyvatelstvo
Při sčítání lidu v roce 1921 ve vsi žilo 139 obyvatel (z toho 59 mužů) německé národnosti a římskokatolického vyznání. Podle sčítání lidu z roku 1930 měla vesnice 127 obyvatel: tři Čechoslováky a 124 Němců. Kromě jednoho člověka bez vyznání byli římskými katolíky.
| Rok            | 1869 | 1880 | 1890 | 1900 | 1910 | 1921 | 1930 | 1950 | 1961 | 1970 | 1980 | 1991 | 2001 | 2011 | 2021 |
| -------------- | ---- | ---- | ---- | ---- | ---- | ---- | ---- | ---- | ---- | ---- | ---- | ---- | ---- | ---- | ---- |
| Počet obyvatel | 166  | 202  | 167  | 163  | 142  | 139  | 127  | 85   | 83   | 72   | 44   | 36   | 27   | 34   | 37   |
| Počet domů     | 30   | 30   | 37   | 37   | 36   | 36   | 33   | 25   | 40   | 12   | 10   | 15   | 20   | 20   | 20   |

## Pamětihodnosti

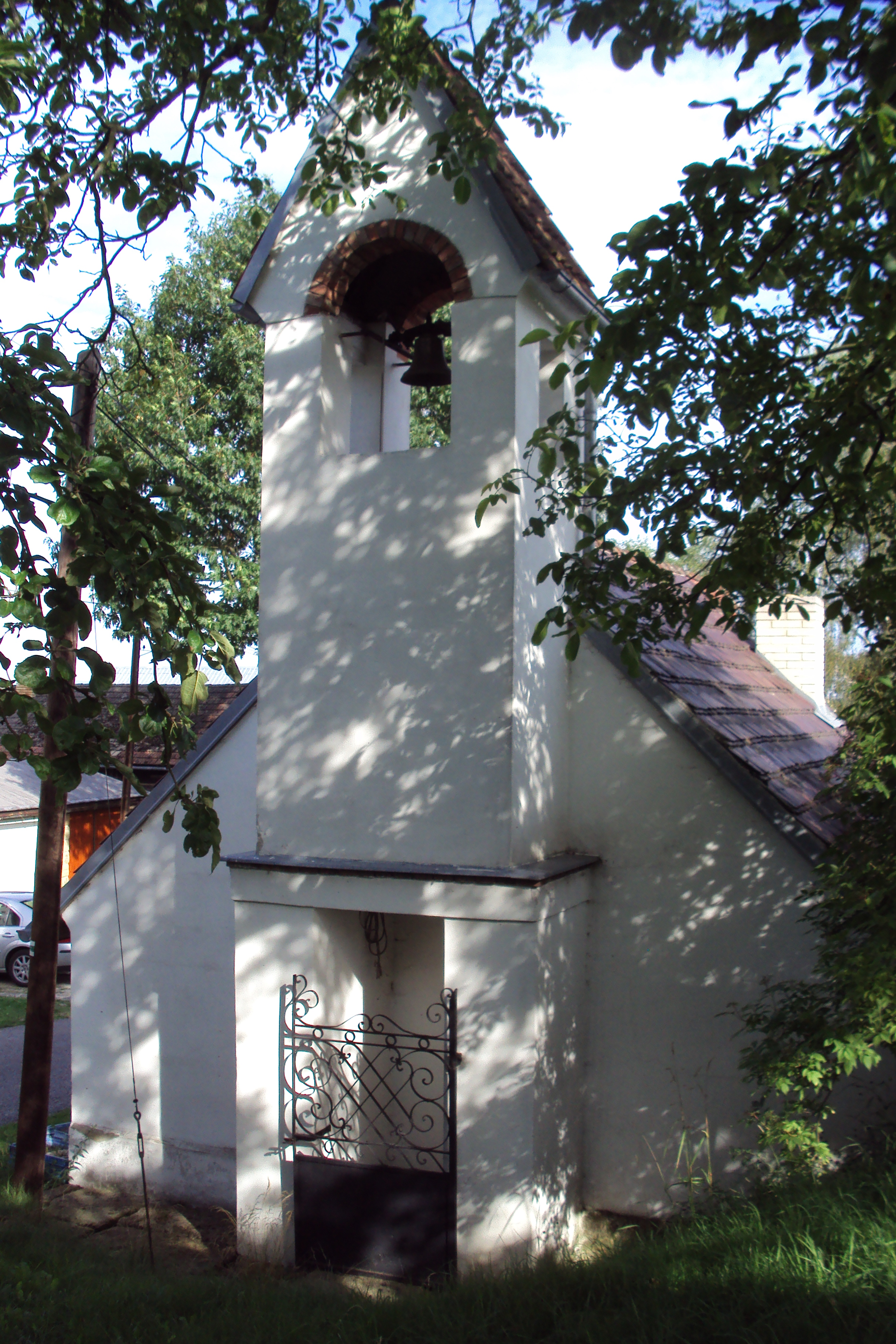
Zvonice v Korci

- Kaplička sv. Floriána se nachází ve vesnici u domu čp. 37. Kapličku nechal postavit na svém pozemku sedlák Franz Luniak, majitel hospodářství čp. 21, původně byla vestavěná do zdi dvora čp. 21. Kaplička postupně chátrala a byla ve velmi špatném stavu, měla propadlý strop, praskliny ve zdi a byla ohrožena slabilita celé stavby. Z iniciativy občanského sdružení Drobné památky severních Čech ve spolupráci s římskokatolickou farností Bořejov byla díky grantu od Nadace Občanského fóra kaplička v roce 2004 kompletně opravena.[11]
- Kaplička sv. Prokopa stojí asi 200 m od vesnice, při zatáčce silnice do Tachova u odbočky polní cesty. V roce 2007 byla kaplička opravena z grantu Nadace Občanského fóra, který s pomocí občanského sdružení Drobné památky severních Čech získala římskokatolická farnost Bořejov. Byly doplněny chybějící části zdiva, položena střešní krytina a obnoveny původní římsy. Nová omítka byla natřena na bílo a do výklenku byl instalován obraz sv. Prokopa orajícího zlým duchem, který namalovala Markéta Myšková z Dubé.[12]
- Kaplička sv. Jana Nepomuckého se nachází za hasičskou zbrojnicí.[5] V létě roku 2018 proběhla díky iniciativě sdružení Pšovka – okrašlovací spolek Kokořínska a za přispění Nadace Občanského fóra celková oprava fasády a kaplička dostala novou střechu. Do výklenku byl osazen obraz od akademické malířky Vendulky Císařovské.[13]

### Zaniklé památky
- Na Korecký vrch (465 m n. m.) vedla Křížová cesta z roku 1838, dílo místního kameníka Louši (Lausch).[5]
- Na Koreckém vrchu se nacházel nejprve dřevěný, později železný kříž a sousoší Panny Marie, sv. Jana Evangelisty a sv. Máří Magdalény.[5]
- V samotné obci byl u domu čp. 20, kde před druhou světovou válkou býval hostinec U lípy (Gasthaus Zur  Linde), kříž na kamenném podstavci s obrazem sv. Prokopa z roku 1844[5]
- Druhý dřevěný kříž z roku 1878 stál při vjezdu do vsi směrem od Ždírce.[5]
- V obci též stávala při cestě z Dubé boží muka s kopií Panny Marie Montserratské.[5]